# Michał Lewandowski (lekkoatleta)
Michał Lewandowski (ur. 28 sierpnia 1988) – polski lekkoatleta specjalizujący się w trójskoku. 
W pierwszych latach kariery uprawiał skok wzwyż. Następnie skupił się na trójskoku i w tej konkurencji odpadł w eliminacjach podczas młodzieżowych mistrzostw Europy w 2009 roku. Reprezentant kraju w meczach międzypaństwowych.
W 2013 triumfował w halowych mistrzostwach kraju oraz w krajowym czempionacie na stadionie. Zdobywca srebrnych medali halowych mistrzostw Polski (2010 i 2015) oraz mistrzostw Polski seniorów na stadionie (2010) w 2010 roku. W 2011 i 2016 zdobył brąz mistrzostw Polski, w 2014 był trzeci w halowych mistrzostwach kraju. Medalista akademickich mistrzostw Polski. 
Rekordy życiowe w trójskoku: hala – 16,16 (16 lutego 2013, Spała); stadion – 16,55 (13 lipca 2013, Sopot).

## Osiągnięcia
| Rok  | Impreza                                             | Miejsce   | Lokata            | Wynik |
| ---- | --------------------------------------------------- | --------- | ----------------- | ----- |
| 2009 | Młodzieżowe mistrzostwa Europy                      | Kowno     | el. – 14. miejsce | 15,63 |
| 2009 | Mecz młodzieżowców Niemcy-Polska-Austria/Szwajcaria | Berlin    | 2. miejsce        | 15,14 |
| 2010 | Mecz młodzieżowców Polska-Niemcy                    | Bydgoszcz | 1. miejsce        | 15,88 |